# Écu piémontais
Pour les articles homonymes, voir Scudo (homonymie).

L’écu piémontais (scudo piemontese, scudi au pluriel) est une monnaie utilisée de 1755  jusqu'en 1816 dans le Piémont ainsi que dans le royaume de Sardaigne dit de terre-ferme. Il se subdivisait en 6 lires (lire, singulier lira) piémontaises. 
Durant la République subalpine et l'occupation française (1800-1814), le franc français circulait et fut remplacé par un petit nombre de monnaies locales. Le scudo fut remplacé par la lire sarde au taux de 5,08 lires pour un scudo.

## Source
- Krause, Chester L.; Clifford Mishler (1978), Standard Catalog of World Coins, édition 1979 , Colin R. Bruce II (senior editor) (5th ed.), Krause Publications  (ISBN 0873410203)